# سو مي
سو مي (بالفرنسية: So Me)‏ هو رسام رسوم متحركة ومصمم جرافيك فرنسي، ولد في 4 يوليو 1979.

## وصلات خارجية
- سو مي على موقع IMDb (الإنجليزية)
- سو مي على موقع ميوزك برينز (الإنجليزية)
- سو مي على موقع قاعدة بيانات الفيلم (الإنجليزية)